# Cemal Pascha

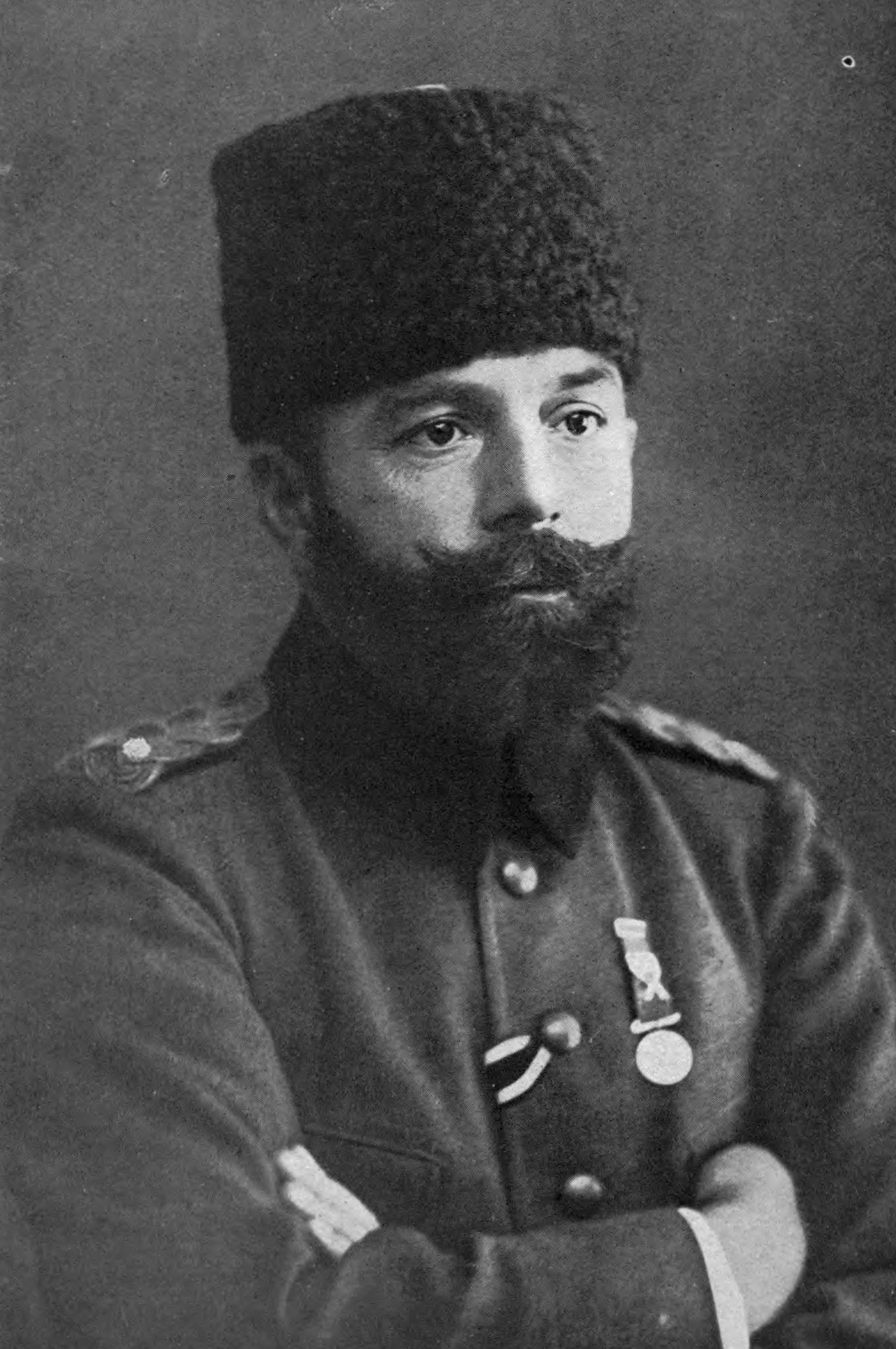
Cemal Pascha

Ahmet Cemal (ältere Transkription: Ahmed Djemal), bekannt als Cemal Pascha (* 6. Mai 1872 in Mytilini auf Lesbos; † 21. Juli 1922 in Tiflis, GSSR), war jungtürkischer Nationalist, General (Pascha) und führendes Regierungsmitglied des Osmanischen Reichs. Cemal Pascha war einer der Hauptverantwortlichen für den Völkermord an den Armeniern, Assyrern und Aramäern.

## Herkunft und Aufstieg

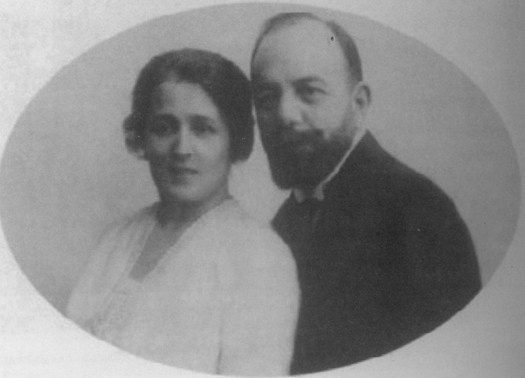
Cemal Pascha mit Ehefrau Seniha Hanım

Ahmet Cemal wurde in Midilli auf der Insel Lesbos als Sohn eines Militärarztes geboren. Von Kind an war ihm die militärische bzw. militärärztliche Laufbahn vorgegeben; er promovierte als Chirurg. Als junger Offizier schloss er sich der jungtürkischen Bewegung an und war gemeinsam mit Ziya Gökalp und Mehmet Talaat Gründer des Komitees für Einheit und Fortschritt. Ziel dieser Partei war die Übernahme der Regierung durch die Jungtürken und die grundlegende Erneuerung des türkischen Staatswesens. Als führendes Mitglied im Komitee für Einheit und Fortschritt übernahm Ahmet Cemal die politische Aufgabe, den Einfluss der jungtürkischen Bewegung im türkischen Offizierscorps zu stärken.

## Jungtürkische Revolution
Unter der Führung des charismatischen Ismail Enver kam es 1908 im damals türkischen Thessaloniki zur offenen militärischen Rebellion der Jungtürken. Ahmet Cemal hatte großen Anteil daran, dass sich viele Offiziere und Mannschaften dem Aufstand anschlossen, was letztlich entscheidend für den Erfolg der Jungtürkischen Revolution war. Die militärische Überlegenheit der aufständischen Truppen zwang die bisherige absolutistische Regierung des Sultans zum Nachgeben. Am 24. Juli 1908 musste Sultan Abdülhamid II. die liberale Verfassung des Großwesirs Midhat Pascha von 1876 wieder in Kraft setzen, die er 1878 selbst suspendiert (aber nie formell abgeschafft) hatte, außerdem die Zensur aufheben, eine Amnestie erlassen und reaktionäre Regierungsmitglieder entlassen.
Gegen die Regierungsbeteiligung der Jungtürken unternahmen reaktionäre Kräfte am 13. April 1909 einen Putschversuch, den revolutionäre Truppen unter der Führung Cemals und Envers in wenigen Tagen niederschlugen. Danach entthronten die Jungtürken Sultan Abdülhamid II., den sie für den Putschversuch verantwortlich machten, und ersetzten ihn durch seinen als liberal geltenden, auf jeden Fall jedoch politisch gefügigeren Bruder und Thronfolger Mehmed V.

## Zeit als Generalgouverneur und Minister
Bereits beim jungtürkischen Aufstand von 1908 eine führende Figur im Militär-Netzwerk dieser Partei, hatte sich Cemal im Frühjahr 1909 erfolgreich an der Niederschlagung des konservativen Gegen-Putsches in Istanbul beteiligt.
Gleichwohl spielte er zunächst innerhalb der jungtürkischen Regierung nur eine nachgeordnete Rolle in der „zweiten Reihe“. Anfang 1909 zum Zivilgouverneur (Wali) einer kleinasiatischen Provinz in der Nähe Istanbuls ernannt, wurde Cemal bereits im August 1909 als Gouverneur (Wali) der Provinz Adana in Kilikien eingesetzt, wo es im Frühjahr 1909 zu schlimmen muslimischen Massakern an der armenischen Minderheit gekommen war. Cemal gelang es, die angespannte Situation zu beruhigen – er setzte die durch Revolution und Gegenputsch ins Wanken geratene Staatsverwaltung wieder durch und gründete, wie US-Botschafter Henry Morgenthau senior noch 1914 anerkennend festhielt – sogar ein Waisenhaus für armenische Kinder, deren Eltern ermordet worden waren.
Um angesichts der drohenden britischen Expansion in Palästina, Syrien, Arabien und Mesopotamien die dortige militärische und politische Lage zu stabilisieren, übernahm Cemal Bey 1911 das Amt des Generalgouverneurs von Bagdad. Aufgrund der militärischen Niederlage des Osmanischen Reiches im italienisch-türkischen Krieg, die 1911/12 zu erheblichen Gebietsverlusten in Nordafrika und im Dodekanes führte, und aufgrund ihrer zunehmenden Unterdrückung der zahlreichen nicht-türkischen Minderheiten verspielten die Jungtürken jedoch 1912 für kurze Zeit die Macht. Im Juli 1912 wurde die jungtürkische Regierung, der man die Niederlage gegen Italien und die Desorganisation in der Armee anlastete, durch die probritische liberale Partei Freiheit und Einheit gestürzt, der sich auch Vertreter der alten Regierungselite aus der Regierungszeit Abdül Hamids II. anschlossen. Diese Regierung – ihrerseits durch die Jungtürken und deren Anhänger im Offizierskorps bedroht, die sie hart verfolgte – sah sich ab Oktober 1912 ihrerseits mit einem neuen Krieg („Erster Balkankrieg“) gegen die das Osmanische Reich angreifenden Balkanstaaten Montenegro, Serbien, Bulgarien und Griechenland konfrontiert – einen Krieg, den die schlecht organisierte und geführte und zudem im Offizierskorps politisch gespaltene osmanische Armee unerwartet rasch und eklatant verlor. Bis Anfang 1913 ging fast der gesamte osmanische Balkan (damals noch Albanien, Kosovo, Makedonien und Thrakien) an die Angreifer verloren. Die Bereitschaft der liberalen Regierung, diese Gebietsverluste zu akzeptieren und sogar die alte Sultansresidenz Edirne in nächster Nähe der Hauptstadt Istanbul abzutreten, führte zu heftiger öffentlicher Unruhe und bereitete dem Militärputsch der Jungtürken unter Enver Bey im Januar 1913 den Weg. Cemal Bey, der mit dem Machtwechsel vom Juli 1912 sein Bagdader Amt verloren und am Balkankrieg als Oberst teilgenommen hatte, stieg erst durch diesen Putsch von 1913 in die engste Führung der Jungtürken auf. Er wurde zum Generalleutnant (mit dem Titel „Pascha“) und zugleich zum Militärgouverneur der Hauptstadt Istanbul ernannt – ein Amt, das ihn auch zum Chef der dortigen Geheimpolizei machte, um die Sicherheit der neuen Regierung zu gewährleisten.
Die neue jungtürkische Regierung unter Großwesir Marschall Mahmud Şevket Pascha musste zunächst ebenfalls den Verlust fast der gesamten europäischen Türkei inklusive Edirnes akzeptieren. Im Sommer 1913, als die siegreichen Balkanstaaten miteinander um die territoriale Beute kämpften, beteiligte sich jedoch auch das Osmanische Reich am Krieg gegen das isolierte Bulgarien und konnte diesem im Zweiten Balkankrieg Edirne wieder abnehmen.
Zuvor hatte die jungtürkische Putschregierung mehrere Verschwörungen (sowohl aus Kreisen der gestürzten liberalen Partei als auch aus oppositionellen Fraktionen der Jungtürken selbst) und – freilich um den Preis der Ermordung ihres Großwesirs Shevket Pascha – sogar einen Gegenputsch im Juni 1913 überstanden. Unter dem neuen Großwesir Prinz Said Halim Pascha stiegen daraufhin Talaat Bey, Enver Pascha und Cemal Pascha zu einem Triumvirat mit nahezu diktatorischen Vollmachten innerhalb der Regierung auf. Cemal Pascha trat Ende 1913 als Minister für öffentliche Arbeiten in die Regierung ein und sicherte durch sein Organisationstalent, aber auch durch seine guten diplomatischen Kontakte zur französischen Regierung eine wichtige französische Anleihe für seinen Staat.
Um – ähnlich wie dies Kriegsminister Enver Pascha für die Armee bereits durchführte – den strukturellen und personellen Erneuerungsprozess in der osmanischen Kriegsmarine voranzutreiben, wurde Cemal Pascha jedoch bereits im Februar 1914 zum Marineminister ernannt. Als solcher führte er im Juli 1914 geheime Bündnisverhandlungen mit Frankreich, die jedoch in Paris auf Zurückhaltung stießen; nach seiner Rückkehr nach Istanbul musste Cemal feststellen, dass eine andere Führungsgruppe innerhalb der Regierung – allen voran Said Halim, Talaat und Enver – ein Militärbündnis mit Deutschland abgeschlossen hatten. Cemal fügte sich, zumal seine eigene Bündnisoption gescheitert war, drang jedoch nach Beginn des Ersten Weltkrieges im August 1914 erfolgreich darauf, den Kriegseintritt des Osmanischen Reiches auf Seiten Deutschlands so lange zu verzögern, bis die Mobilmachung abgeschlossen war. Gerüchte, Cemal habe grundsätzlich gegen diesen Kriegseintritt erfolglos opponiert, wurden von ihm selbst nach 1918 entschieden bestritten. Im Herbst 1914 schließlich provozierte das Osmanische Reich durch einen Angriff seiner Flotte auf den russischen Kriegshafen Sewastopol die Kriegserklärung der Entente.
Mit Kriegsbeginn sah sich Cemal Pascha aus der Regierung und dem Führungszirkel der Jungtürken faktisch verdrängt, indem er auf Bitten Envers fern der Hauptstadt die militärische Führung im Nahen Osten gegen die Briten übernahm. Formell blieb Cemal zwar Marineminister, doch wurde dieses Ressort fortan faktisch durch Enver mitverwaltet.
Als Militärbefehlshaber und Generalgouverneur von Syrien (Damaskus) war Cemal mitverantwortlich für den 1915 von der jungtürkischen Regierung angeordneten Völkermord an den Armeniern in Form der Zwangsdeportation großer Teile der armenischen Bevölkerung des Osmanischen Reiches aus Kleinasien in die syrische Wüste. Was als militärisch bedingte „Evakuierung“ einer politisch unzuverlässigen Minderheit aus bedrohten Kriegsgebieten getarnt wurde, war in Wahrheit eine von der jungtürkischen Führung um Talaat zentral organisierte „endgültige Lösung“ dieses Minderheitenproblems durch Völkermord.
Cemal scheint an dieser Entscheidung der Führungsspitze nicht beteiligt gewesen zu sein. Nach Einschätzung deutscher Diplomaten habe er „persönlich die Vernichtung der Armenier nicht gewollt“, allerdings auch „nicht aufzuhalten vermocht“ (Konsul Rößler, Aleppo, an den Reichskanzler, 3. Januar 1916). Doch nicht nur auf den Transporten, sondern auch im syrischen Aufnahmegebiet, für das er Verantwortung trug, kamen viele Armenier durch Hunger, Krankheit oder gewaltsame Übergriffe ums Leben. Viele Armenier betrachten Cemal daher bis heute als „Aufseher des Völkermords“. Eben deshalb wurde Cemal ab 1918 von der Entente als Kriegsverbrecher gesucht, im Osmanischen Reich als solcher zum Tod verurteilt und schließlich von einer armenischen Geheimorganisation getötet.

Enver Pascha (links) mit Cemal Pascha auf einer Inspektionsfahrt durch Syrien (1916)

Scharf ging Cemal in Syrien und Palästina sowohl gegen arabische Nationalisten wie auch jüdisch-zionistische Siedlungen vor. 1915 und 1916 wurden Führer arabischer Geheimgesellschaften in Damaskus und Beirut verhaftet, unter Folter verhört und von Militärtribunalen zum Tod verurteilt. Cemal rechtfertigte 1916 sein Vorgehen in dem Buch La verité sur la question syrienne.
Gegen die zionistische Siedlungsbewegung in Palästina wollte Cemal mit harter Hand vorgehen. Sein Plan einer Vertreibung der seit der ersten Alija eingewanderten „ausländischen“ Juden nach Ägypten wurde allerdings von der Regierung in Istanbul aufgehalten, nachdem das Deutsche Reich und die USA diplomatisch interveniert hatten. Auch Cemals Furcht vor dem, wie er meinte, mächtigen Weltjudentum wird zur Erklärung seines Sinneswandels herangezogen.
Das Angebot von David Ben Gurion und Jizchak Ben Zwi, ein jüdisches Freikorps zur Verteidigung der osmanischen Herrschaft in Palästina aufzubauen, beantwortete Cemal mit der Ausweisung der beiden sozialistisch-zionistischen Politiker. Im Frühjahr 1917 ordnete er die Deportation der Kollaboration mit den heranrückenden britischen Truppen verdächtigter jüdischer Siedler aus Jaffa in die syrische Wüste an. Darüber hinaus erwog er, auch die jüdische Zivilbevölkerung Jerusalems deportieren zu lassen. Es kam zu Ausschreitungen und Morden durch osmanische Soldaten. Erneut verhinderte nicht zuletzt das Veto des deutschen Auswärtigen Amtes eine mit dem Armeniermassaker vergleichbare Tragödie. Die deutsche Unterstützung für die Zionisten, unterstützt durch humanitäre Hilfe der bis 1917 neutralen USA,  war wesentlich dem Engagement des damals in Istanbul für die Zionistische Weltorganisation aktiven Richard Lichtheim zu verdanken.
Die militärische Bilanz Cemals als Oberbefehlshaber der 4. Armee in Syrien war zwiespältig. Osmanische Angriffe auf das britische Ägypten verliefen 1915/16 unglücklich, Arabien und der heutige Irak gingen an die Briten verloren. Erfolge erzielte Cemal bei der Abwehr britischer und arabischer Angriffe auf Palästina, die er im März und April 1917 in der Ersten und Zweiten Schlacht um Gaza zurückwarf.
Als sich die desolate militärische Lage in Ostanatolien, wo die Russen gegenüber den Osmanen größere Territorialgewinne erreicht hatten, infolge der Februarrevolution und erst recht der Oktoberrevolution 1917 und des folgenden Ausfalls Russlands als Kriegsgegner überraschend zum Günstigen wendete, übernahm Cemal Ende 1917 in Istanbul effektiv wieder das Amt des Marineministers, das er bis zur Kriegsniederlage vom Herbst 1918 innehatte.
Im Windschatten der deutschen Siege konnten die Jungtürken mit dem Friedensvertrag von Brest-Litowsk vom 3. März 1918 den Wiedergewinn der 1878 an Russland abgetretenen Distrikte Kars, Ardahan und Batumi feiern. Im Sommer 1918 konzentrierte sich der osmanische Generalstab auf die Eroberung des bisher russischen Aserbaidschan und damit auf die Errichtung eines „pantürkischen Reiches“ bis nach Usbekistan und Turkestan, vernachlässigte jedoch den Abwehrkampf gegen die Briten. Kurz nach dem erfolgreichen Einmarsch der osmanischen Truppen in Baku am Kaspischen Meer brach die osmanische Front in Palästina zusammen. Als sich Ende Oktober 1918 auch die Armeen der Verbündeten Österreich-Ungarn und Bulgarien auflösten und die Kriegsniederlage Deutschlands feststand, war der Erste Weltkrieg für das Osmanische Reich plötzlich verloren. Daraufhin brach das jungtürkische Regime wie ein Kartenhaus zusammen.
Nach Unterzeichnung des Waffenstillstands in Mudros am 30. Oktober 1918 musste Cemal (ebenso wie Talaat und Enver) aus Istanbul fliehen, um der Verhaftung und Verurteilung durch die neue liberale Regierung zu entgehen, die mit den Siegermächten der Entente zusammenarbeitete und auch den Völkermord an den Armeniern ansatzweise juristisch zu ahnden versuchte. Auch Cemal wurde 1919 in Abwesenheit wegen Kriegsverbrechen zum Tode verurteilt.
Am 2. November 1918 gelangte das entmachtete Triumvirat mit deutscher Hilfe nach Berlin, wo Cemal (anders als Talaat, der dort blieb und 1921 getötet wurde) jedoch nur kurze Zeit lebte. Cemal wollte – ebenso wie Enver – den Krieg gegen Großbritannien in Mittelasien fortsetzen. Zu diesem Zweck kooperierte er mit den Bolschewiki in Sowjetrussland, die ihn 1920 über Moskau nach Afghanistan reisen ließen, wo er als Militärberater bei der Modernisierung der afghanischen Armee half. Cemal wirkte auch mit bei der Anbahnung militärisch-ökonomischer Kooperationen zwischen Sowjetrussland und der türkischen Nationalbewegung um Mustafa Kemal, in der sich viele ehemalige Jungtürken sammelten. Durch diese weit verzweigten Aktivitäten geriet Cemal ins Blickfeld armenischer Verfolger, die sich an den ehemaligen jungtürkischen Machthabern für den Tod so vieler Angehöriger ihres Volkes rächen wollten. Am 21. Juli 1922 wurde Cemal in der Hauptstadt der GSSR, Tiflis, von dem geheimen armenischen Kommando Operation Nemesis durch Stepan Dzaghigian und Artashes Kevorkian erschossen.
In seinem Todesjahr erschienen in Deutschland Cemals Memoiren „Erinnerungen eines türkischen Staatsmannes“, in denen er seine eigene Verantwortung für den Genozid an den Armeniern bestreitet und den Völkermord gleichzeitig dadurch zu relativieren versucht, dass dadurch die von Kriegsgegnern geplante ethnische Aufteilung des Osmanischen Reiches verhindert werden sollte.

## Schriften
- Als Herausgeber: Theodor Wiegand: Alte Denkmäler aus Syrien, Palästina und Westarabien: 100 Tafeln mit beschreibendem Text. Georg Reimer Verlag, Berlin 1918 (Digitalisat).
- Erinnerungen eines türkischen Staatsmannes.  Drei Masken Verlag, München 1922 (Digitalisat).